# Sonja Weidenfelder
Sonja Weidenfelder (* 7. März 1993 in Toronto, Ontario) ist eine deutsch-kanadische Eishockeyspielerin, die seit 2017 für den ECDC Memmingen in der Fraueneishockey-Bundesliga spielt. Seit 2019 ist sie zudem für die deutsche Eishockeynationalmannschaft der Frauen spielberechtigt.

## Karriere
Sonja Weidenfelder begann ihre Karriere bei den Etobicoke Dolphins in der Provincial Women’s Hockey League, der höchsten Spielklasse im Fraueneishockey in Ontario. Ab 2011 studierte sie an der Arts and Science Fakultät der University of Toronto und spielte parallel bis 2016 für die Fraueneishockeymannschaft der Varsity Blues in der Ontario University Athletics (U Sports). Trainiert wurde die Mannschaft von Vicky Sunohara, einer zweifachen kanadischen Olympiasiegerin.
2016 beendet sie ihr Studium und entschloss sich, 2017 zusammen mit Taylor Day zum ECDC Memmingen in die Fraueneishockey-Bundesliga zu wechseln. Weidenfelders Vorfahren stammen alle aus Deutschland. Mit dem ECDC gewann Weidenfelder 2018 die deutsche Meisterschaft und den DEB-Pokal sowie 2019 einen weiteren Meistertitel. Anschließend wollte sie eigentlich nach Kanada zurückkehren, erhielt aber im Sommer 2019 die deutsche Staatsbürgerschaft und kehrte daher im August 2019 zum ECDC zurück.
Während der Saison 2019/20 wurde sie erstmals für die deutsche Eishockeynationalmannschaft der Frauen nominiert und nahm an drei Nationen-Turnieren teil. 2021 debütierte sie für Deutschland bei der Weltmeisterschaft. Weitere Einsätze folgten bei der Olympiaqualifikation 2022, bei der die Frauenauswahl die Qualifikation verpasste, sowie den Weltmeisterschaften 2022 und 2023.
Darüber hinaus gewann sie 2023 ihren dritten deutschen Meistertitel mit dem ECDC Memmingen.

## Erfolge und Auszeichnungen
- 2018 Deutscher Meister mit dem ECDC Memmingen
- 2018 Gewinn des DEB-Pokals mit dem ECDC Memmingen
- 2019 Deutscher Meister mit dem ECDC Memmingen
- 2023 Deutscher Meister mit dem ECDC Memmingen

## Karrierestatistik
(Legende zur Spielerstatistik: Sp oder GP = absolvierte Spiele; T oder G = erzielte Tore; V oder A = erzielte Assists; Pkt oder Pts = erzielte Scorerpunkte; SM oder PIM = erhaltene Strafminuten; +/− = Plus/Minus-Bilanz; PP = erzielte Überzahltore; SH = erzielte Unterzahltore; GW = erzielte Siegtore; 1 Play-downs/Relegation; Kursiv: Statistik nicht vollständig)